# Wild Wild West (singolo)
Wild Wild West è un singolo del rapper statunitense Will Smith, pubblicato il 4 maggio 1999 come primo estratto dal secondo album in studio Willennium.

## Descrizione
Il brano, scritto da Will Smith per la colonna sonora del film omonimo del 1999, è un remake dell'omonimo brano scritto da Kool Moe Dee nel 1987 e contenuto nell'album How Ya Like Me Now, considerato un classico della cultura Hip Hop statunitense. 
Il brano campiona il ritornello di I Wish di Stevie Wonder, che viene cantato per l'occasione dal gruppo R&B Dru Hill. Inoltre la canzone ha nella parte introduttiva un breve dialogo fra Will Smith e suo figlio Jaden Smith, che richiede al cantante appunto di cantargli Wild Wild West.

## Successo commerciale
Il brano ottenne un enorme successo internazionale, raggiungendo la vetta della Billboard Hot 100.
Nonostante l'enorme successo commerciale del brano, Smith ha vinto il Razzie Award alla peggior canzone originale nel 1999.

## Video musicale
Il videoclip, diretto da Paul Hunter, dura sette minuti, dato che comprende diverse parti parlate di Smith, Kool Moe Dee, Dru Hill, e persino Stevie Wonder, oltre che i personaggi del film interpretati da Kevin Kline, Salma Hayek e Kenneth Branagh. Nel video compare anche Enrique Iglesias, nel ruolo di un principe, e Alfonso Ribeiro, coprotagonista di Smith in Willy, il principe di Bel-Air. Altri cameo del video figurano l'attore Larenz Tate, Shari Headley, il cantante/produttore Babyface, e la rapper MC Lyte.

## Tracce
1. Wild Wild West – 4:08
2. Wild Wild West (Instrumental) – 4:08

## Classifiche
| Chart (1999)      | Peak position |
| ----------------- | ------------- |
| Svizzera          | 2             |
| Austria           | 5             |
| Francia           | 4             |
| Olanda            | 2             |
| Belgio            | 3             |
| Svezia            | 4             |
| Finlandia         | 6             |
| Norvegia          | 2             |
| Australia         | 8             |
| Nuova Zelanda     | 2             |
| Italia            | 6             |
| Billboard Hot 100 | 1             |
| UK                | 2             |
| Canada            | 9             |